# Кориліс молуцький
Кори́ліс молуцький (Loriculus amabilis) — вид папугоподібних птахів родини Psittaculidae. Ендемік Індонезії. Сулуйський кориліс раніше вважався конспецифічним з молуцьким корилісом.

## Опис
Довжина птаха становить 11 см. Верхня частина спини зелена, на лобі і тімені червона пляма. На грудях жовтувато-коричона пляма. Надхвістя і верхні покривні пера хвоста червоні, нижні покривні пера хвоста зелені. У самиць червоні плями на голові відсутні. Дзьоб чорний.

## Поширення і екологія
Молуцькі кориліси мешкають на островах Хальмахера, Бачан і Моротай в архіпелазі Молуккських островів. Вони живуть в тропічних і мангрових лісах, чагарникових заростях і на плантаціях.